# Einadia hastata
Einadia hastata là loài thực vật có hoa thuộc họ Dền. Loài này được (R.Br.) A.J.Scott mô tả khoa học đầu tiên năm 1978.